# 勒羅伊鎮區 (明尼蘇達州毛爾縣)
勒羅伊鎮區（英語：Le Roy Township）是位於美國明尼蘇達州毛爾縣的一個行政鎮區。

## 地方資料
勒羅伊鎮區的面積為91.44平方千米，當中陸地面積為91.32平方千米，而水域面積為0.12平方千米。根據2020年美國人口普查的數據，當地共有人口342人，而人口密度為每平方千米3.74人。